# Peloribates curtipilus
Peloribates curtipilus är en kvalsterart som beskrevs av Arthur P. Jacot 1937. Peloribates curtipilus ingår i släktet Peloribates och familjen Haplozetidae. Inga underarter finns listade i Catalogue of Life.